# Мануїльське родовище каоліну
Мануїльське родовище каоліну
Родовище розташоване в басейні річки Мокрі Яли на землях Волноваського району Донецької області, за 17 км на північний схід від залізничної станції Зачатівська і за 18 км на південний схід від міста і залізничної станції Волноваха. Землі орні.
Технічне завдання на розвідку лужних каолінів видано Слов'янським арматурно-ізоляторним заводом з наступними технічними умовами для лужного каоліну-сирцю: Fe2O3 — не більше 0,8 %;
CaO — не більше 1,0 %;
лугів
K2O + Na2O — не менше 5 %
при співвідношенні K2O + Na2O не менше 4:1
У геологічній будові району беруть участь комплекси метаморфічних і осадових утворень. Підстилають кору вивітрювання кристалічні породи: гнейси, мігматити, граніти — відносяться до терюкської світи.
Кора вивітрювання Мануїльського родовища відноситься до лінійно-площинного типу і розвинена по рожевим і рожево-сірим мігматитам гранітного складу, рідше по біотитовим і амфіболовим гнейсам.
Профіль каолінової кори вивітрювання неоднорідний і визначається петрографічним складом магнезіальної породи. У зоні первинних каолінів виділяється три горизонти:
- нормальних каолінів;
- лужних каолінів;
- строкатих каолінів (некондиційні).

Зона лужних каолінів включає в себе лужні і мало-лужні гідрослюдисті різниці що утворилися, відповідно, по гранітам і гнейсам, середня потужність зони — 13 метрів.
Зона нормальних каолінів має середню потужність 6 м і складається з каолініту і кварцу.
Осадові утворення представлені відкладеннями неогену (піски, пісковики, глини) і антропогену (суглинки, ґрунт) середньою потужністю 5 м. Лабораторними дослідженнями встановлено, що всі різновиди розкривних порід не придатні для використання в промисловості.
Активна лужність (pH) лужних каолінів родовища змінюється від 6,74 до 7,5.
За даними мінералогічного аналізу в піщаних фракціях проб переважають кварц, польові шпати (микроклин), слюда і агрегатні грудочки псевдоморфоз каолініту по польовим шпатам і слюди.
Встановлено, що лужні каоліни можуть бути використані в складі мас високовольтної порцеляни, а отримана порцеляна відрізняється високими електрофізичними характеристиками.
Оцінка каоліну як сировини для використання в інших галузях промисловості показала, що внаслідок великої кількості лугів (0,64—1,47 %%) і фарбувальних оксидів (1,87—3,67 %) в збагаченому каоліні, використання його в керамічній промисловості без спеціальних методів збагачення неможливо.
Мануїльське родовище первинних каолінів за природним факторам належить до другої групи. Родовище розвідане по мережі свердловин 100х100 м і одиничними свердловинами, що дозволило кваліфікувати запаси і прогнозні ресурси за категоріями С1, С2, і Р1.
Площа розвитку лужних каолінів 51,5 га, — нормальних — 33,3 га.